# Stanisław Beniger

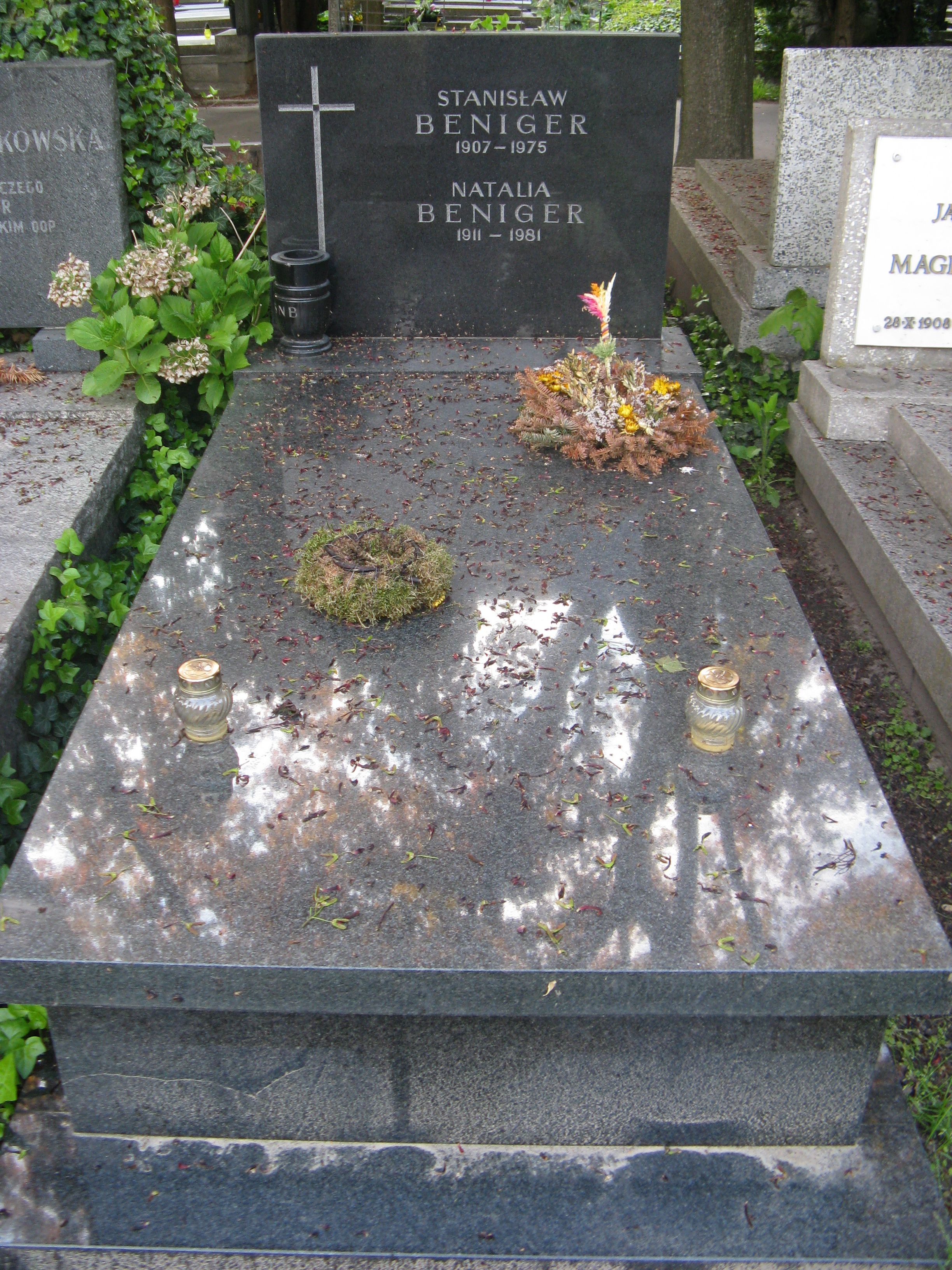
Grób Stanisława Benigera na Cmentarzu Wojskowym na Powązkach

Stanisław Beniger (ur. 7 maja 1907 w Kielcach, zm. 1 października 1975 w Warszawie) – polski inżynier związany z Warszawą, wiceprezydent stolicy (1947–1950), poseł do Krajowej Rady Narodowej oraz na Sejm Ustawodawczy RP. 

## Życiorys
Ukończył gimnazjum państwowe w Kielcach, po czym studiował na Wydziale Matematyczno-Przyrodniczym Uniwersytetu Warszawskiego i Wydziale Elektrycznym Politechniki Warszawskiej. Już w młodości działał w ruchu socjalistycznym, za co był aresztowany. 
W czasie II wojny światowej związany z PPR pracował w Elektrowni Warszawskiej. W 1943 pomagał Żydom w trakcie likwidacji getta warszawskiego. Po 1944 kierował odbudową Elektrowni, której został prezesem (1944–1947). 
Od 1947 do 1950 pracował jako wiceprezydent Warszawy. Od 1950 był dyrektorem Elektrociepłowni Żerań. W 1952 objął obowiązki dyrektora przedsiębiorstwa dostaw energetycznych. Od 1959 zatrudniony w Banku Inwestycyjnym (jako dyrektor oddziału wojewódzkiego oraz radca prezesa banku). 
W 1944 oddelegowany do Stronnictwa Demokratycznego, zakładał partyjną organizację na Pradze. Był wiceprzewodniczącym Wojewódzkiego Komitetu SD, członkiem Rady Naczelnej i Centralnego Komitetu. 4 maja 1945 objął mandat posła do Krajowej Rady Narodowej. Dwa lata później został posłem do Sejmu Ustawodawczego RP. Zasiadał w trzech Komisjach: Przemysłowej (jako wiceprzewodniczący), Skarbowo-Budżetowej oraz Odbudowy. Później wstąpił do PZPR.
Pochowany na Cmentarzu Wojskowym na Powązkach w Warszawie (kwatera 33D-2-9).

## Ordery i odznaczenia
- Krzyż Oficerski Orderu Odrodzenia Polski (19 sierpnia 1946)[2]
- Złoty Krzyż Zasługi (11 maja 1946)[3]
- Srebrny Krzyż Zasługi (30 kwietnia 1945)[4]
- Medal za Warszawę 1939–1945 (17 stycznia 1946)[5]
- Medal 10-lecia Polski Ludowej (12 stycznia 1955)[6]